# Цветна ложа
Цветна ложа (receptaculum) је веома скраћена осовина цвета. На њој се налазе остали органи цвета или група цветова главичасте цвасти.

## Карактеристике
Код већине скривеносеменица је тешко уочљива као стабљика, већ је најчешће скраћена у виду посуде, која је понекад благо засвођена или дискоидална. Код голосеменица, као и код неких примитивних скривеносеменица, она је конусна. Некада је веома издужена као код врста рода Myosurus, а може бити и издубљена као код руже, вишње и шљиве. У цветној ложи код хипогиних цветова проводни снопићи из цветне дршке се шире добијајући изглед широког изврнутог конуса, док је код епигиних цветова проводни систем сложенији, јер је плодник смештен дубоко у цветној ложи. У овом случају проводни снопићи пролазе кроз цветну ложу све до нивоа чашичних и круничних листића. Код перигиног цвета, цветна ложа је издубљена и опкољава плодник, али за разлику од епигиног, не сраста са њговим зидом.

## Улога
Осим што окупља друге органе цвета, цветна ложа учествује и у формирању плода. Главни део јабуке је сачињен из цветне ложе, а код јагоде ситне плодове повезује разрасла и сочна цветна ложа, која је јестива.

## Примери
Код кајсије, цветна ложа је длакава, код шипка такође има чекињасте длаке и разрасла је у облику пехара у коме се налазе плодови орашице, док је код пољског прстењака дугуљасто купаста и садржи љуспасте листиће.